# Коряков, Олег Фокич
Олег Фокич Коряков (16 мая 1920, Иркутск — 24 января 1976, Москва) — русский советский детский прозаик, сценарист и писатель-фантаст, журналист, военный корреспондент. Первый главный редактор журнала «Урал».

## Биография
Родился в Иркутске 16 мая 1920 года в семье инженера Фоки Никифоровича Корякова.
После окончания школы работал в газетах. В 1938 году поступил на факультет журналистики Уральского государственного университета имени А. М. Горького. Окончив университет, работал в многотиражке Верх-Исетского металлургического завода. Во время Великой Отечественной войны был лейтенантом, командиром взвода курсантов в Свердловском пехотном училище. Был награждён медалью «За победу над Германией в Великой Отечественной войне 1941—1945 гг.» С февраля 1943 — рядовой, затем политработник Уральского добровольческого танкового корпуса, 4-й танковой армии, военный корреспондент газеты «Вперёд на врага».
После демобилизации из армии читал курс истории журналистики в Уральском государственном университете (1946—1947), был ответственным секретарём областной газеты «Уральский рабочий» (1949). Член Союза писателей СССР с 1951 года. С момента основания журнала «Урал» в 1958 году по 1959 год был его главным редактором.
Скончался в Москве 24 января 1976 года. Похоронен на Ваганьковском кладбище (16 уч.).

## Творчество
Первая книга писателя «Приключения Лёньки и его друзей» вышла в 1949 году в Свердловске. Повесть выдержала несколько изданий: под названием «Тропою смелых» переведена на языки народов СССР и иностранные языки, на Всесоюзном конкурсе была отмечена третьей премией.
Автор детской научно-фантастической повести «Формула счастья» (1964; 1965), утопии о коммунистическом будущем. Для детей также написаны его книги «Остров без тайн», «Костя-работяга», «Братья-Арбузики и Гоша Галошин» и другие. Повести «Суровые будни», «Хмурый Вангур», «Лицом к огню» предназначены взрослому читателю. «Странный генерал» — первый в советской художественной литературе опыт повествования об англо-бурской войне.
По повести «Хмурый Вангур» в 1959 году на Свердловской киностудии был снят одноимённый художественный фильм. Коряков является автором сценария и нескольких научно-популярных фильмов — «Пленник железного кристалла», «Первооткрыватели», «В поисках нового» и других.

## Публикации
- Коряков О. Приключения Лёньки и его друзей. — Свердловск, 1949
- Коряков О. Тропою смелых. — М.: Гос. изд-во детской лит-ры, 1950. — 239 с. — (Библиотека приключений).
- Коряков О. Приключения Лёньки и его друзей. — Свердловск, 1953
- Коряков О. Остров без тайн. — Свердловск, 1954
- Коряков О. Суровые будни. — Свердловск, 1954
- Коряков О. Костя-работяга. — Свердловск, 1955
- Коряков О. Падение племени йескелов. — Челябинск, 1958
- Коряков О. Тропой смелых. — Свердловск, 1958.
- Коряков О. Хмурый Вангур. — Свердловск, 1958
- Коряков О. Чудесная кладовая.— Свердловск, 1958
- Коряков О. Начальник квадрата 15-85. — Тюмень, 1959
- Коряков О. Хмурый Вангур. — М., Детгиз, 1959
- Коряков О. Формула счастья / худ. И. Симонов. — Свердловск: СУКИ, 1969. — 136 с. — 100 000 экз.
- Коряков О. Формула счастья: Повесть, [Сокр] // Уральский следопыт. — 1964. — № 10—12.
- Коряков О. Куда ведет «дорога в сто парсеков» // Коммунистическое воспитание и современная литература для детей и юношества. — М., 1961. — С. 130—135.
- Коряков О. Лицом к огню. — Свердловск, 1961
- Коряков О. Хмурый Вангур. — М., Детгиз, 1961
- Коряков О. Падение племени йескелов. — Свердловск, 1961
- Коряков О. Лицом к огню. — М.: Детгиз, 1962
- Коряков О. Прозрение. — Свердловск, 1962
- Коряков О. Рождение дороги. — Пермь, 1962
- Коряков О. Высота. — Свердловск, 1963
- Коряков О. Приключения Лёньки и его друзей. — Свердловск, 1963
- Коряков О. Братья-арбузики и Гоша Галошин. — Свердловск, 1964
- Коряков О. Закон тайги. — Свердловск, 1964
- Коряков О. Формула счастья. — М.: Детская литература, 1965
- Коряков О. Формула счастья. — Свердловск, 1965
- Коряков О. Странный генерал : роман. — Свердловск: Средне-уральское книжное изд-во, 1966. — 326 с.
- Коряков О. Братья-арбузики и Гоша Галошин плюс Татка Пузырь. — Свердловск, 1967
- Коряков О. Земные клады. — Свердловск, 1967
- Коряков О. Товарищи-писатели. — Свердловск, 1968
- Коряков О. Странный генерал / рис. А. Сколозубова. — М.: Детская литература, 1969.
- Коряков О. Апрельские заморозки. — Москва: Детская литература, 1970.
- Коряков О. Мужество. — Свердловск, 1970
- Коряков О. Очищение. — Свердловск, 1970
- Коряков О. Парень с космодрома. — М.: Детская литература, 1972
- Коряков О. Парень с космодрома. — Свердловск, 1972
- Коряков О. Очищение. — Свердловск, 1973
- Коряков О. Формула счастья. — Москва: Детская литература, 1974. — 285 с.
- Коряков О. Полфунта лиха. — Свердловск, 1975
- Коряков О. Дорога без привалов. — Свердловск, 1977. — 278 с.
- Коряков О. Хмурый Вангур. — М.: Детская литература, 1977
- Коряков О. Парень с космодрома : [Повести] / худож. Л. Ф. Полстовалова. — Свердловск: Сред.-Урал. кн. изд-во, 1980. — 288 с. — (Б-ка юношества).
- Коряков О. Странный генерал. — М.: Вече, 2009. — 347 с. — (Русский авантюрный роман). — ISBN 978-5-9533-4012-0.